# Zelbio
Zelbio (lombardul: Gelbi) település Olaszországban, Lombardia régióban, Como megyében. Lakosainak száma 188 fő (2023. január 1.). Zelbio Bellagio, Lezzeno, Sormano, Veleso és Nesso községekkel határos.

## Népesség
A település lakossága az elmúlt években az alábbi módon változott:
| Lakosok száma | 212  | 214  | 188  |
|               | 2017 | 2018 | 2023 |